# Бузмаков, Сергей Валентинович
Сергей Валентинович Бузмаков (род. 7 декабря 1964, Берёзовка, Алтайский край) — российский прозаик, публицист, журналист. Член Союза писателей России. Лауреат Всероссийских и международных конкурсов по литературе.

## Биография
Родился 7 декабря 1964 году в селе Берёзовка Тюменцевского района Алтайского края.Родители - Валентин Сергеевич и Мария Васильевна работали в совхозе. Отец - механизатором, а мама - в бухгалтерии.
Со школьной поры увлекался историей и литературой. С 1982 по 1989 годы проходил обучение на историческом факультете Барнаульского государственного педагогического института. С третьего курса был призван в ряды Советской армии.В студенческие годы был редактором и автором литературного приложения "Альтернатива", которое было создано в том числе и по его инициативе при редакции газеты "Молодёжь Алтая". В начале своего трудового пути работал и педагогом в школе, и архивистом, и формовщиком на заводе крупнопанельного домостроения, и дворником, и сторожем.
С конца восьмидесятых годов прошлого века  начал публиковаться в краевых изданиях: в литературно-художественных журналах "Алтай","Барнаул", "Бийский вестник", в газетах "Молодёжь Алтая", "Прямая речь", "Вечерний Барнаул". 
В начале 1990-х годов пришёл работать на радио, где стал выпускающим редактором и ведущим информационно-аналитических программ, еженедельной передачи о литературе. 
3 июня 1994 года был редактором и ведущим первого выпуска программы "Радиорегион" (Барнаул-Кемерово-Томск). Программа выходила на протяжении нескольких лет в прямом утреннем эфире.
Сергей Бузмаков создал, был автором и ведущим радиопередач "Минуты поэзии" и "Спортклуб". 
В 1999 год Сергей Бузмаков был удостоен звания лауреата Губернаторской премии как журналист и автор программ "Литература и жизнь" и "Минуты поэзии"..
Первая книга Сергея Бузмакова "Одинокая игра" была издана в 1993 году. 
С апреля 2001 года состоит в Союзе писателей России.
На протяжении журналистской карьеры освещал  спортивную жизнь края. Удостоен ряда наград за оперативность и репортерское мастерство. 
В 2004 году Сергей Бузмаков становится лауреатом премии Олимпийского комитета России "Честная игра" за гуманизм и журналистскую этику. В этом же году в свет вышла вторая книга прозы "Напиши мне письмо". За это издание удостоен литературной премии "Певцу родного края". 
Был руководителем студии прозы при краевом отделении Союза писателей России. 
В 2008 году был назначен на должность начальника пресс-службы Алтайского краевого Законодательного Собрания, позже трудился в должности заместителя директора Алтайского дома литераторов. В 2010 - 2012 годах возглавлял краевую писательскую организацию..
Сергей Бузмаков автор журнала "Наш современник", литературных сайтов "Российский писатель","День литературы", "Русская народная линия". Публиковался в антологии современной литературы "Наше время"  (Москва, 2010г.) 
Лауреат Всероссийской литературной премии имени Д.Н. Мамина-Сибиряка,  Международного литературного конкурса имени А. Н. Толстого.
Живет в Барнауле. Вместе с женой Татьяной вырастили и воспитали двух дочерей - Марию и Дарью.

## Премии
- 1999 - Лауреат Губернаторской премии за цикл программ освещающих литературную жизнь края
- 2000 - Лауреат журналистского конкурса посвященного 55-летию Великой Победы
- 2004 - Лауреат Олимпийского комитета России в номинации "Честная игра"
- 2005 - Лауреат премии администрации города Барнаула в номинации "Журналистика" за радиопрограмму "Литература и жизнь"
- 2006 - Лауреат литературной премии "Певцу родного края"
- 2008 - Лауреат Всероссийской литературной премии имени Д.Н. Мамина-Сибиряка
- 2012 - Диплом за первое место Международного литературного конкурса имени А. Н. Толстого
- 2017 - Лауреат сайта "Российский писатель" в номинации "художественная проза"